# Chwast (ozdoba)
Uzasadnienie: Oba artykuły traktują o tym samym.

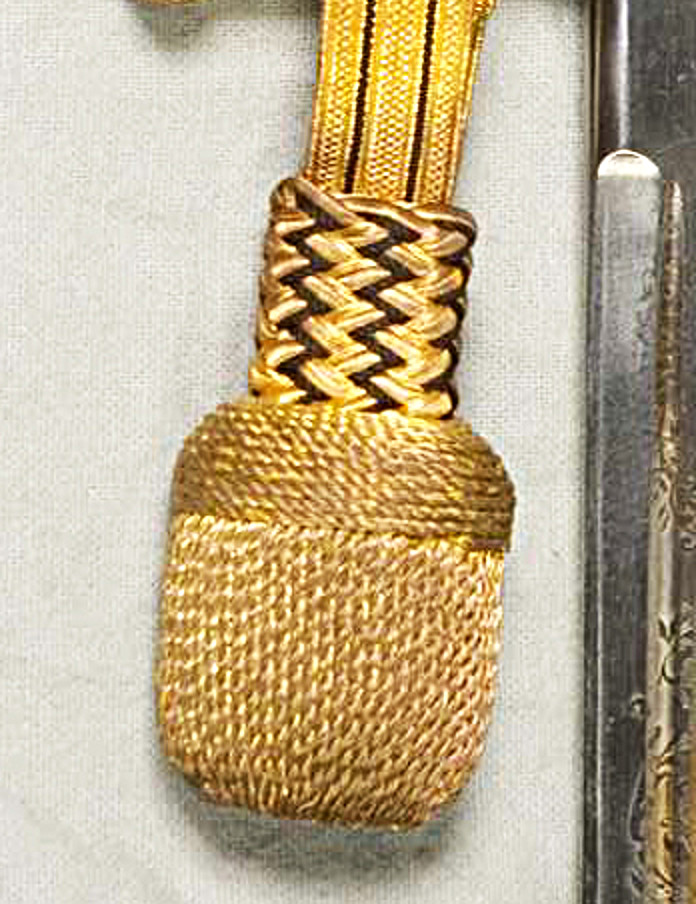
Chwost wieńczący temblak zawiązany na szabli

Chwast, chwost – ozdobne zakończenie sznura. W wersji podstawowej składa się z zacisku sznura lub węzła, oraz frędzli. W rozbudowanej wersji, wykonywanej z jedwabnej nici, węzeł, splot i oplot są oparte na drewnianym modelu, często charakteryzuje się też pierścieniami oraz wykończeniem z frędzli. Wersja współczesna to charakterystyczny przedmiot i kita ozdobna.
Chwast to również ozdoba (dodatek do ubioru) w postaci pęczka nici, piór lub włosia. Używany w dawnych mundurach, a także w temblakach i rzędach końskich. Nazwę chwast stosuje się też do określenia plecionego sznura do wiązania zasłon.
Chwast ozdobny był stosowany:
- w dystynkcji klas społecznych np. wyróżniał szlachtę,
- w dystynkcji stopni oficerskich i wojskowych np. jako ozdoba mundurów pruskich, białej broni, trąb, chorągwi, czapek,
- w jeździectwie i kawalerii,
- w strojach religijnych np. przy sznurach zakonników, biskupów, kardynałów,
- do wykończenia wyrafinowanych wnętrz w pałacach arystokratów, przy baldachimach, narzutach, poszwach, zasłonach, lampach, kluczach, a nawet guzikach.

Wczesne chwasty ozdobne były supłami lub zwykłymi węzłami zawiązanymi na sznurze. Późniejsze, plecione, oparte były na węzłach turbanowych lub tureckich (wiek XIV), aż do węzłów wyrafinowanych – o splocie mediolańskim czyli o ściegu w jodełkę inaczej zygzak, w wiekach XVI–XVII (współcześnie splot utożsamiany z węzłem marynarsko-ozdobnym zwanym gaucho lub ananas). Splot ten zwany mediolańskim ma odzwierciedlenie w ozdobach generalskich. Kolejnym krokiem było wprowadzenie węzłów z haftu czyli splotów, supełków i ściegów za lub przed igłą w wiekach XVIII i XIX. Wraz z rozwojem przemysłu weszły w obieg kordonki, taśmy kolorowe, perełki, przedmioty metalowe i szklane. W XX wieku wraz z przemysłem i nowoczesnością doszło do uproszczenia chwastów ozdobnych do wersji pierwotnej. Sztuka ręcznych wyrafinowanych węzłów chwastowych odchodzi w zapomnienie, pozostawiając chwasty z kitą lub piórami. Chwast można też napotkać w kulturach amerykańskich, afrykańskich, azjatyckich, indyjskich.
Chwast przy rogatywce wz. 1938, noszonej przez żołnierzy Obrony Narodowej, składał się z uszka, obsady chwaścika, trzydziestu frędzli oraz drewnianego koralika. Był nawleczony na pętlę sznurka i zapinany na guzik, przyszyty na lewym rogu rogatywki.